# Matías Abaldo
Matías Ezequiel Abaldo Menyou (Montevideo, 2 de abril de 2004) es un futbolista uruguayo de ascendencia alemana. Juega como extremo o media punta en el Club Atlético Independiente de la Primera División Argentina, cedido por Defensor Sporting. 
Fue parte de la selección sub-20 de Uruguay que ganó la Copa del Mundo en 2023.

## Trayectoria
Abaldo realizó las divisiones juveniles en Defensor Sporting Club. En el año 2018 jugó con la sub-14, no tuvo tanta participación ya que jugó 7 partidos y convirtió un gol, ganaron el Torneo Apertura, Clausura y el Campeonato Uruguayo. Al año siguiente se mejoró sus números, estuvo presente en 25 encuentros y vulneró la portería en 7 ocasiones, ganaron el Torneo Apertura, Clausura y Campeonato Uruguayo sub-15. La temporada 2020 la jugó con la sub-16 del club, aunque debido a la Pandemia de COVID-19 no tuvieron tanto rodaje, jugaron el Torneo Apertura y lo ganaron, convirtió 8 goles en 12 partidos. Fue en el año 2021 donde mostró su mejor versión, en la categoría sub-17 fue uno de los goleadores de su equipo con 12 anotaciones en 16 encuentros. y el entrenador del plantel principal decidió ascenderlo a fin de año.
Héctor "Samantha" Rodríguez decidió darle minutos en los partidos más importantes del año para Defensor Sporting, Abaldo debutó el 3 de diciembre de 2021 contra Cerro en el partido de vuelta de la semifinal del playoff de ascenso a Primera División, ingresó al minuto 72, perdieron 0-1 pero debido a que habían ganado 1-2 en la ida, clasificaron a la final contra Racing.
El 6 de diciembre fue titular por primera vez, en la ida de la final por el ascenso, jugó contra Racing, convirtió su primer gol oficial y ganaron 3-0. En el partido de vuelta volvió a ser titular, empataron sin goles y Defensor Sporting volvió a la máxima categoría del fútbol uruguayo.
Fue reconocido como el jugador revelación del 2021 en Segunda División Profesional.
En la temporada 2022 debutó en Primera División el 5 de febrero contra Liverpool en la fecha 1 del Torneo Apertura, jugó los segundos 45 minutos pero perdieron 0-3. Tuvo una participación irregular durante el año, en la primera mitad no tuvo tantos minutos pero ganó continuidad en el segundo semestre.
Jugó 4 partidos de la Copa AUF Uruguay 2022 y convirtió un gol en la semifinal, se coronaron campeones tras vencer a La Luz en la final. Durante todo el año estuvo presente en 29 partidos y anotó un gol, finalizaron el Campeonato Uruguayo de Primera División 2022 en séptima posición.
El 24 de agosto de 2023 renovó contrato con Defensor Sporting hasta 2026 y se anunció un acuerdo con Gimnasia y Esgrima La Plata para ser cedido a préstamo por 18 meses con opción a compra. Fue presentado oficialmente el 28 de agosto, le fue adjudicado el dorsal número 9.
El 13 de septiembre debutó con el equipo argentino, ingresó en el comienzo del segundo tiempo con el marcador 0-1 en contra ante Vélez Sarsfield, en sus primeros minutos brindó una asistencia para que su compañero Cristian Tarragona empatara el juego y al minuto 60 fue el propio Abaldo que convirtió un gol que sentenció el triunfo 2-1 en el Estadio Juan Carmelo Zerillo, tras 11 partidos sin ganar el Lobo volvió a sumar de a tres, fue la figura del encuentro.
Gimnasia tuvo una participación irregular y tuvieron que jugar un partido decisivo por la permanencia en la máxima categoría del fútbol argentino, se midieron ante Colón, Abaldo fue titular y ganaron 1-0.
Culminó su primera temporada en Argentina con 12 presencias, 2 goles y 1 asistencia.
A mediados de julio de 2024, Gimnasia acuerda la compra del otro 50%, activándose la cláusula acordada en el préstamo, tasada en USD 1.600.000 por la mitad de la ficha del ex Defensor Sporting.
Debido a problemas personales de salud mental, finalizó su vínculo con Gimnasia y regresó a Defensor Sporting el 25 de febrero de 2025, firmó contrato hasta finales de 2027.

## Selección nacional
Abaldo ha sido internacional con la selección de Uruguay en las categorías sub-17, sub-20 y sub-23
El 3 de enero de 2023 se dio a conocer la lista definitiva del plantel que disputaría el Campeonato Sudamericano Sub-20 y fue confirmado por el entrenador Marcelo Broli.
Debutó en el Sudamericano Sub-20 el 22 de enero, ingresó en el transcurso del segundo tiempo para enfrentar a Chile, combinado al que derrotaron 0-3.
Tras 7 partidos ganados, 1 empatado y 1 perdido, Uruguay logró el subcampeonato y se clasificaron a la Copa Mundial Sub-20 y a los Juegos Panamericanos. Matías estuvo presente en 5 encuentros.
Fue citado para ser parte de la primera semana de entrenamientos previos al Mundial Sub-20. Posteriormente quedó confirmado en la lista definitiva de 21 jugadores para disputar la Copa del Mundo.
Agendaron 2 partidos amistosos internacionales de preparación. Primero fue contra Honduras el 13 de mayo, fue titular y ganaron 1-0 en el Estadio Belvedere. El 13 de mayo jugaron en el Estadio Centenario contra el campeón de la Copa Asiática, Uzbekistán, nuevamente fue titular y lograron el triunfo por 2-0.
El 22 de mayo de 2023 debutó en el primer partido de la fase de grupos del Mundial, convirtió un gol, brindó una asistencia y derrotaron a Irak 4-0. En el segundo encuentro volvió a convertir un gol, fue frente a Inglaterra, pero fueron derrotados 2-3. Para cerrar el grupo se midieron contra Túnez, equipo al que vencieron 0-1 pero se lesionó y se perdió el resto del mundial. Finalmente Uruguay se coronó campeón mundial al derrotar a Italia en la final.
A fin de año fue citado por Marcelo Bielsa para ser parte de un combinado juvenil y entrenar de cara al Torneo Preolímpico Sudamericano Sub-23 de 2024. Fue confirmado en el plantel definitivo el 5 de enero, le fue asignado el dorsal número 1.
Debutó con la sub-23 el 16 de enero de 2024, en un partido amistoso contra Banfield, ingresó en los minutos finales pero perdieron 0-2 en el Estadio Domingo Burgueño Miguel.
Fue titular durante el Preolímpico en 3 de los 4 partidos pero quedaron eliminados en la fase de grupos, convirtió un gol y brindó 2 asistencias.
A comienzos de octubre de 2024, es citado por Marcelo Bielsa por primera vez a la selección mayor. 

## Estadísticas

### Clubes
Actualizado al último partido citado el 28 de junio de 2025.
| Club                                  | Div.          | Temporada     | Liga  | Liga  | Liga   | Copas nacionales | Copas nacionales | Copas nacionales | Copas internacionales | Copas internacionales | Copas internacionales | Total | Total | Total  |
| Club                                  | Div.          | Temporada     | Part. | Goles | Asist. | Part.            | Goles            | Asist.           | Part.                 | Goles                 | Asist.                | Part. | Goles | Asist. |
| ------------------------------------- | ------------- | ------------- | ----- | ----- | ------ | ---------------- | ---------------- | ---------------- | --------------------- | --------------------- | --------------------- | ----- | ----- | ------ |
| Defensor Sporting C. · Uruguay        | 2.ª           | 2021          | 3     | 1     | 0      | —                | —                | —                | —                     | —                     | —                     | 3     | 1     | 0      |
| Defensor Sporting C. · Uruguay        | 1.ª           | 2022          | 25    | 0     | 1      | 4                | 1                | 0                | —                     | —                     | —                     | 29    | 1     | 1      |
| Defensor Sporting C. · Uruguay        | 1.ª           | 2023          | 14    | 2     | 3      | -                | -                | -                | 1                     | 0                     | 0                     | 15    | 2     | 3      |
| Defensor Sporting C. · Uruguay        | Total club    | Total club    | 42    | 3     | 4      | 4                | 1                | 0                | 1                     | 0                     | 0                     | 47    | 4     | 4      |
| Gimnasia y Esgrima La Plata Argentina | 1.ª           | 2023          | -     | -     | -      | 12               | 2                | 1                | —                     | —                     | —                     | 12    | 2     | 1      |
| Gimnasia y Esgrima La Plata Argentina | 1.ª           | 2024          | 14    | 3     | 2      | 10               | 0                | 1                | -                     | -                     | -                     | 24    | 3     | 3      |
| Gimnasia y Esgrima La Plata Argentina | Total club    | Total club    | 14    | 3     | 2      | 22               | 2                | 2                | 0                     | 0                     | 0                     | 36    | 5     | 4      |
| Defensor Sporting C. · Uruguay        | 1.ª           | 2025          | 18    | 3     | 5      | -                | -                | -                | -                     | -                     | -                     | 3     | 0     | 0      |
| Defensor Sporting C. · Uruguay        | Total club    | Total club    | 60    | 6     | 9      | 4                | 1                | 0                | 1                     | 0                     | 0                     | 65    | 7     | 9      |
| Total carrera                         | Total carrera | Total carrera | 74    | 9     | 11     | 26               | 3                | 2                | 1                     | 0                     | 0                     | 101   | 12    | 13     |
| 1. 2.                                 |               |               |       |       |        |                  |                  |                  |                       |                       |                       |       |       |        |

### Selección
Actualizado al último partido citado el 2 de febrero de 2024.
| Selección          | Temporada         | Continental | Continental | Continental | Mundial | Mundial | Mundial | Amistosos | Amistosos | Amistosos | Total | Total | Total  |
| Selección          | Temporada         | Part.       | Goles       | Asist.      | Part.   | Goles   | Asist.  | Part.     | Goles     | Asist.    | Part. | Goles | Asist. |
| ------------------ | ----------------- | ----------- | ----------- | ----------- | ------- | ------- | ------- | --------- | --------- | --------- | ----- | ----- | ------ |
| Sub-17 · Uruguay   | 2021              | -           | -           | -           | -       | -       | -       | 2         | 0         | 0         | 2     | 0     | 0      |
| Sub-17 · Uruguay   | Total sel.        | 0           | 0           | 0           | 0       | 0       | 0       | 2         | 0         | 0         | 2     | 0     | 0      |
| Sub-20 · Uruguay   | 2022              | 0           | 0           | 0           | —       | —       | —       | 10        | 0         | 0         | 10    | 0     | 0      |
| Sub-20 · Uruguay   | 2023              | 5           | 0           | 0           | 3       | 2       | 1       | 2         | 0         | 0         | 10    | 2     | 1      |
| Sub-20 · Uruguay   | Total sel.        | 5           | 0           | 0           | 3       | 2       | 1       | 12        | 0         | 0         | 20    | 2     | 1      |
| Sub-23 · Uruguay   | 2024              | 4           | 1           | 2           | -       | -       | -       | 2         | 0         | 0         | 6     | 1     | 2      |
| Sub-23 · Uruguay   | Total sel.        | 4           | 1           | 2           | 0       | 0       | 0       | 2         | 0         | 0         | 6     | 1     | 2      |
| Absoluta · Uruguay | 2024              | -           | -           | -           | —       | —       | —       | -         | -         | -         | 0     | 0     | 0      |
| Absoluta · Uruguay | Total sel.        | 0           | 0           | 0           | 0       | 0       | 0       | 0         | 0         | 0         | 0     | 0     | 0      |
| Total selecciones  | Total selecciones | 9           | 1           | 2           | 3       | 2       | 1       | 16        | 0         | 0         | 28    | 3     | 3      |
| 1. 2.              |                   |             |             |             |         |         |         |           |           |           |       |       |        |

## Palmarés

### Títulos internacionales
| Título              | Equipo               | Sede      | Año  |
| ------------------- | -------------------- | --------- | ---- |
| Copa Mundial Sub-20 | Selección de Uruguay | Argentina | 2023 |

### Títulos nacionales
| Título           | Equipo               | País    | Año  |
| ---------------- | -------------------- | ------- | ---- |
| Copa AUF Uruguay | Defensor Sporting C. | Uruguay | 2022 |